# 盧加省

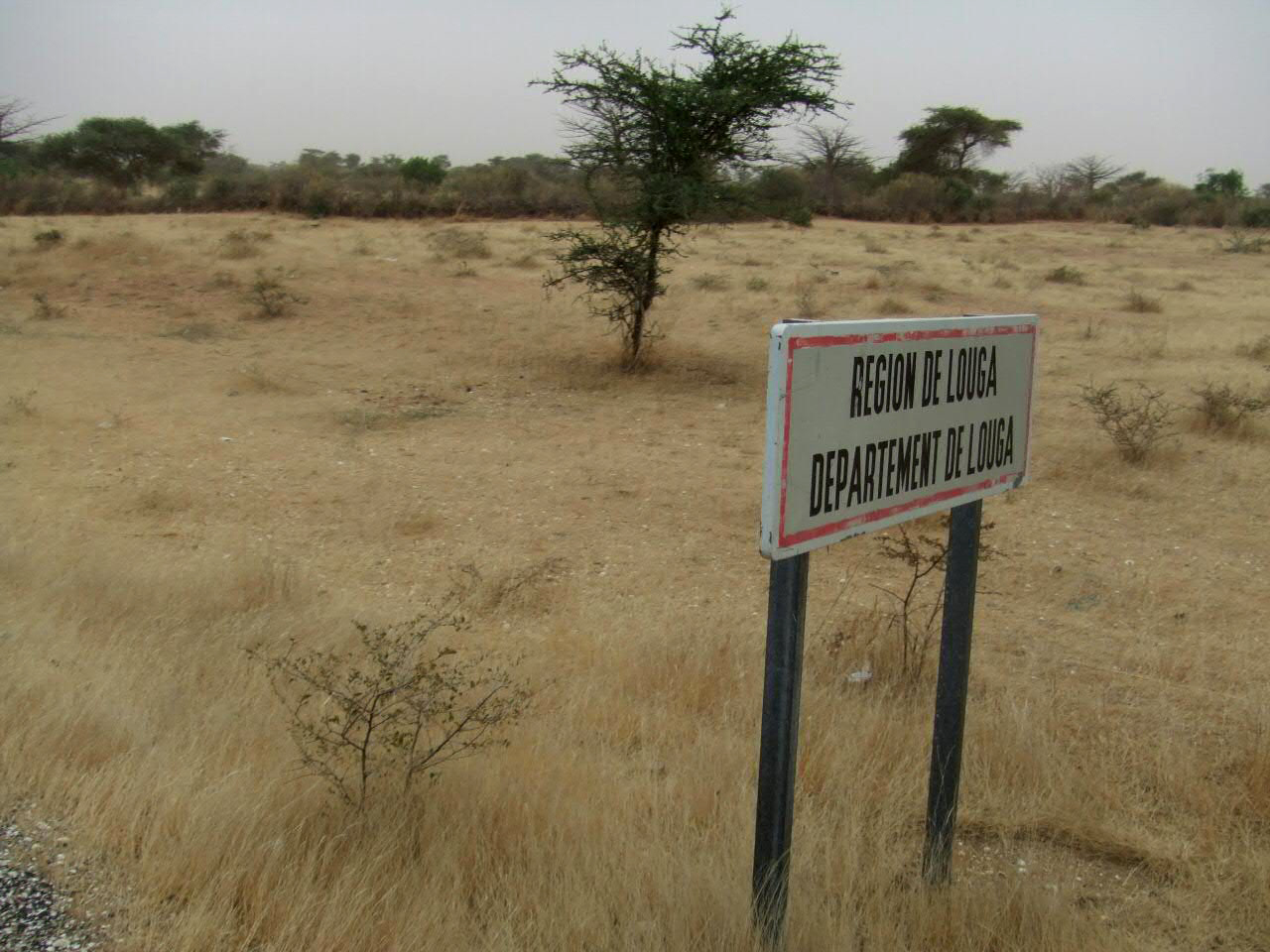

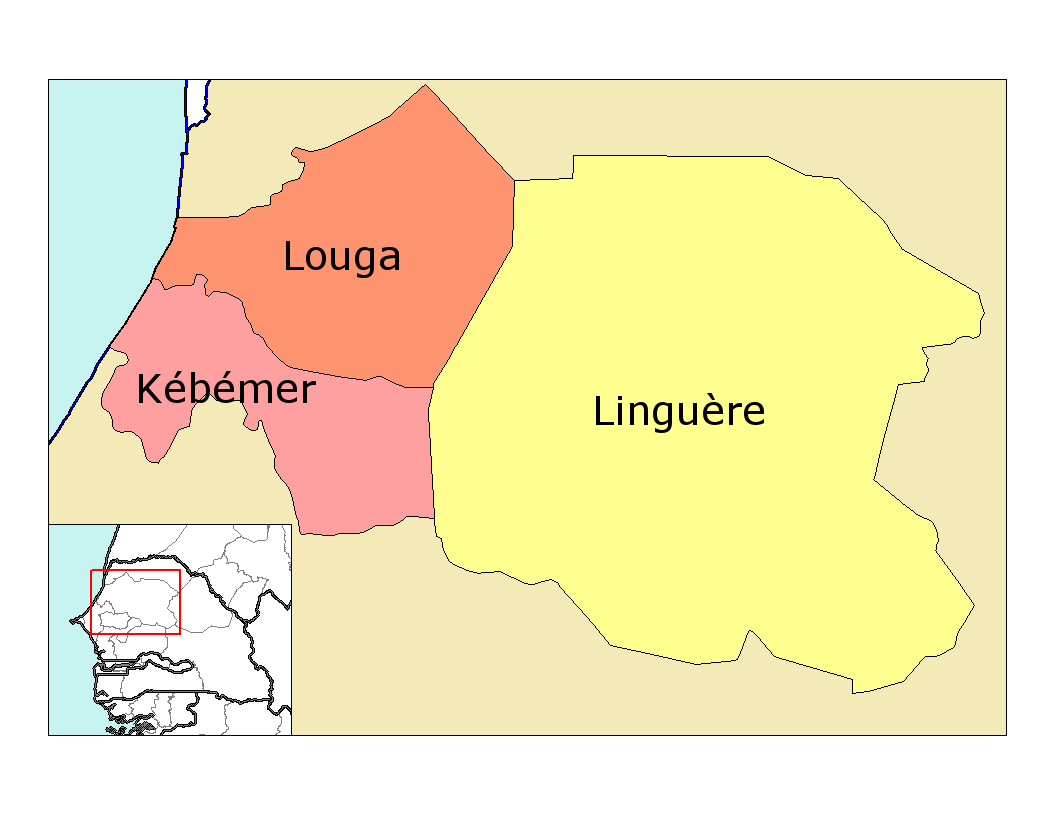

15°37′00″N 16°13′00″W / 15.61667°N 16.21667°W
盧加省（法語：Département de Louga），是塞內加爾的省份，位於該國西北部，由盧加區負責管轄，首府設於盧加，東面是林蓋爾省，面積5,649平方公里，2013年人口373,212，人口密度每平方公里66人。